# Valéria Tyrolová
Valéria Tyrolová (Oravská Polhora, 18 agosto 1936 – Bratislava, 28 marzo 1987) è stata una cestista cecoslovacca.

## Carriera
Con la Cecoslovacchia ha disputato i Campionati mondiali del 1957 e due edizioni dei Campionati europei (1958, 1960).